# 吉布拉法羅山
36°43′24″N 4°24′39″W / 36.72333°N 4.41083°W

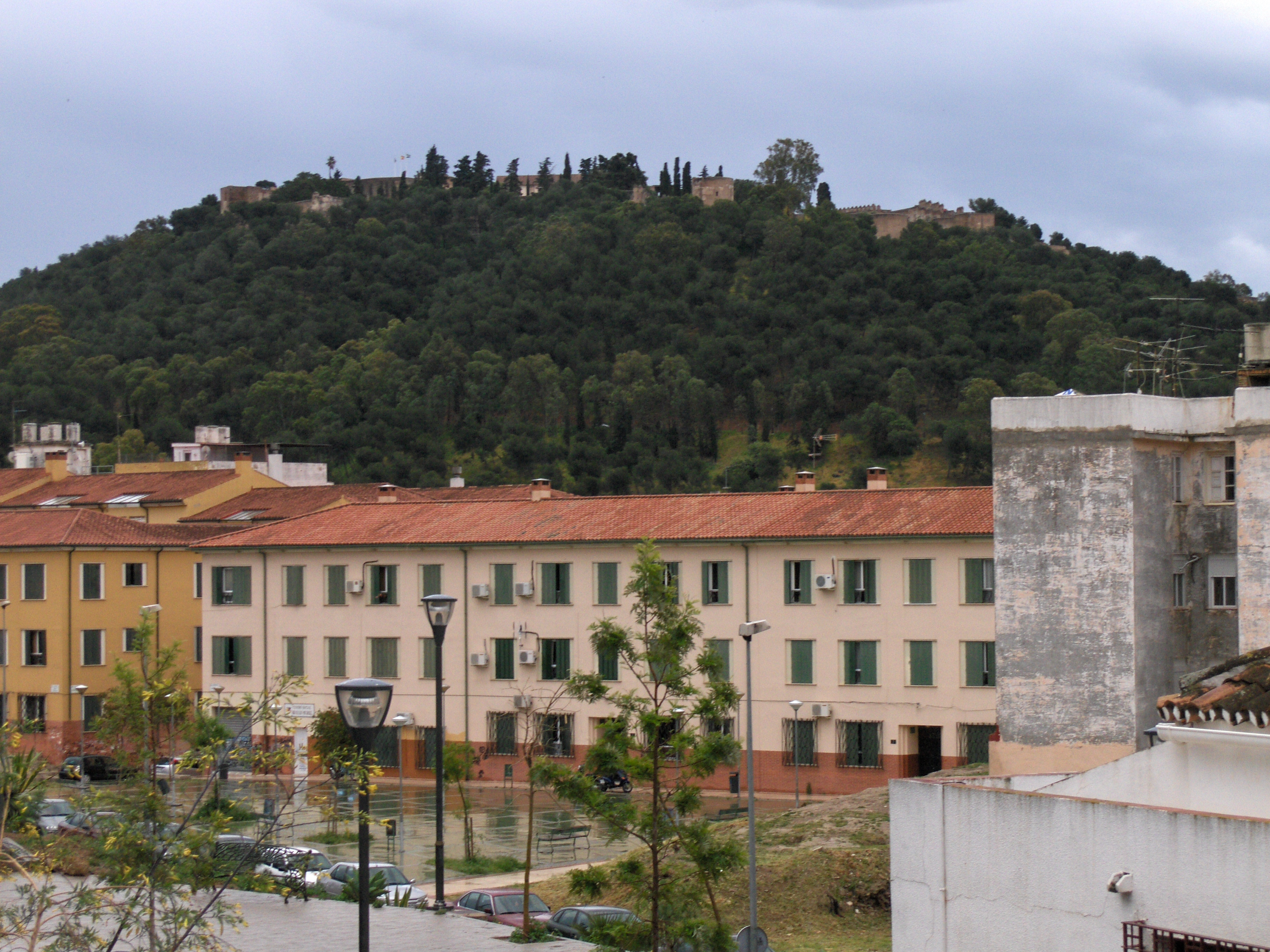

吉布拉法羅山（西班牙語：Gibralfaro），是位于西班牙东南马拉加的一条山谷，屬於佩尼貝蒂科山系中馬拉加山脈的丘陵地带，海拔高度130米，山體由石灰岩組成。